# Unión de Jóvenes Comunistas Ho Chi Minh
La Unión de Jóvenes Comunistas Ho Chi Minh (en vietnamita: Đoàn Thanh niên Cộng sản Hồ Chí Minh) es la mayor organización sociopolítica de la juventud vietnamita. La unión está dirigida por el Partido Comunista de Vietnam.

## Historia
La Unión fue fundada el 26 de marzo de 1931. Desde el 23 al 26 de marzo de 1931 se llevó a cabo el segundo congreso del Comité Central del Partido Comunista de Vietnam en Rạch Giá. La mayor parte del tiempo se discutió sobre el trabajo de los jóvenes y otras decisiones importantes Los diputados miembros del partido comunista emprendieron el trabajo de los jóvenes de nivel central a local. Posteriormente, el Congreso Nacional del Partido Comunista de Vietnam (22-26 de marzo de 1961) discutió y decidió seleccionar al 26 de marzo de 1931 como la fecha de fundación de la Unión Juvenil del trabajo Ho Chi Minh, que es el antiguo nombre de la Unión de Jóvenes Comunistas Ho Chi Minh. La Unión forma parte del Frente de la Patria de Vietnam.